# Высокотелая лакедра

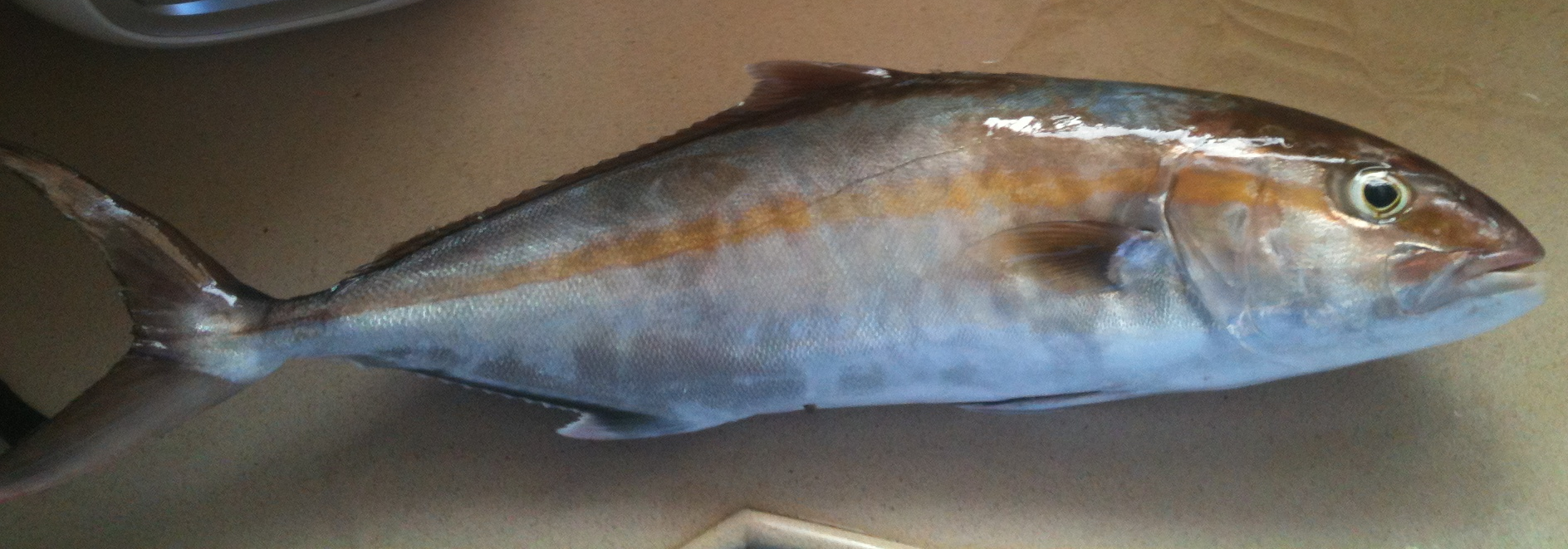

Высокотелая лакедра, или коронада, или китайская лакедра, или большая сериола (лат. Seriola dumerili), — вид лучепёрых рыб из семейства ставридовых. Распространены по всему миру в тропических, субтропических и тёплых умеренных водах. Держатся обычно на глубинах от 20 до 70 м (максимум 360 м). Быстро плавающая пелагическая рыба. Питается другими рыбами и беспозвоночными. Максимальная длина тела 190 см, а масса — 80,6 кг. Промысловые рыбы, популярный объект спортивной рыбалки.